# Révolte de Morée de 1453-1454
La révolte de Morée de 1453-1454 fut une révolte de paysans dirigée contre les frères Thomas et Démétrios Paléologue, alors despotes de cette province jusqu'alors byzantine de la péninsule du Péloponnèse. La révolte fut rapidement maîtrisée par les forces turques de Thessalie et les deux frères purent reprendre leurs fonctions.

## Importance de la Morée
Le despotat de Morée avait été créé par l'empereur byzantin Jean VI Cantacuzène (r. 1346-1354), à la suite de la guerre civile de Byzance (1341-1347) qui l’avait opposé aux tuteurs du jeune Jean V Paléologue (r. 1341-1376; 1379-1390; sept. 1390-fév. 1391) et qui avait permis aux Turcs de prendre pied en Europe. Afin de relever le Péloponnèse profondément appauvri par des années de guerre et handicapé par une administration défaillante, Jean VI avait décidé de faire de ce territoire une sorte de principauté gouvernée par quelqu’un qui pourrait mettre un terme à l'anarchie qui régnait entre les seigneurs locaux ainsi qu’aux raids des Turcs et des Francs. En 1349, il nomma son fils Manuel Cantacuzène, à qui il avait récemment donné le titre de « despote », gouverneur de la province,.
Rapidement, Manuel mit celle-ci en état de se défendre contre les attaques franques et turques et la dota d’une administration autonome. Pour favoriser le repeuplement il fit venir un grand nombre d'Albanais en Morée pour servir comme soldats et paysans. C'est ainsi que les Arvanites (en grec Αρβανίτες), originaires d’Épire, en vinrent à se répandre dans le Péloponnèse. À l’aube du quinzième siècle, leur nombre s’élevait à environ 30 000 et beaucoup d’entre eux servaient dans une armée de quelque 20 000 hommes, vitale pour l’autonomie du despotat.
Le Péloponnèse en effet était un territoire d'extrême importance à la fois pour les Turcs de Mourad II (r. 1421-1451) à qui il ouvrait la voie vers Constantinople et pour les Byzantins comme point de départ obligé d’une éventuelle reconquête. C’est ce qu’avait compris Manuel, lequel devenu l’empereur Manuel II (r. 1391-1425), s’était hâté de faire construire l’Hexamilion, long mur d’une dizaine de kilomètres allant d’une rive à l’autre de l’isthme de Corinthe. Du côté de la mer, la protection était assurée par les Vénitiens qui maintenaient également les communications entre la Morée et Constantinople.
Lorsque Jean VIII (r. 1425-1448) monta sur le trône à la suite de la mort de Manuel II, la Morée était administrée par le despote Théodore II Paléologue qu’avaient rejoint ses frères, Constantin et Andronic, étrangers dans un pays où les grands propriétaires ruraux avaient perdu l’habitude de rendre des comptes à Constantinople et, isolés dans leurs montagnes, maintenaient leur autonomie et la lutte entre clans rivaux. Les trois frères avaient chacun reçu un apanage dans la région : Théodore à Mistra, Thomas à Clarentza et Constantin à Kalavryta,. Rapidement, la mésentente s’installa entre les trois frères quant à leurs droits réciproques. Les Turcs en profitèrent et la bataille de Varna en novembre 1444, tout en marquant l’échec de toute tentative d’aide de l’Occident à l’Empire, ouvrait aux Ottomans la voie de la conquête de tous les territoires balkaniques au sud du Danube,.
En 1446, Mourad II décida d’en finir. Ses troupes franchirent l’Hexamilion que défendaient les Grecs et leurs troupes albanaises et se répandirent à travers la province semant la dévastation. Les despotes Constantin et Thomas devinrent vassaux du sultan, lequel fit quelque 60 000 prisonniers dont une bonne partie fut vendue sur les marchés aux esclaves,.
À la mort de Jean VIII (r. 1425-1448) en octobre 1448, Théodore étant mort au début de 1448, les trois frères restant voulurent s’emparer du trône, mais Constantin réussit à faire prévaloir son droit d’aînesse et fut proclamé (mais non couronné) empereur à Mistra avant de prendre le chemin de Constantinople. En compensation, il décida de partager le Péloponnèse entre ses deux frères, Thomas qui reçut le nord-ouest avec l’Achaïe et les villes de Patras et Clarentza, et Démétrios qui reçut le reste avec Mistra. Bien qu’ils aient juré de maintenir la paix, les deux frères ne tardèrent pas à se brouiller, faisant appel à tour de rôle aux Turcs et s’aliénant Venise, la seule puissance qui aurait encore pu les défendre contre les Ottomans,. Lors du dernier siège de Constantinople, le nouveau sultan, Mehmed II (1444-1446; 1451-1481) envoya son général Turahan, fin 1452, envahir la Morée pour empêcher ravitaillement, renforts ou secours de tous ordres d’atteindre Constantinole que Mehmed ne tardera pas à conquérir,.

## La révolte albanaise

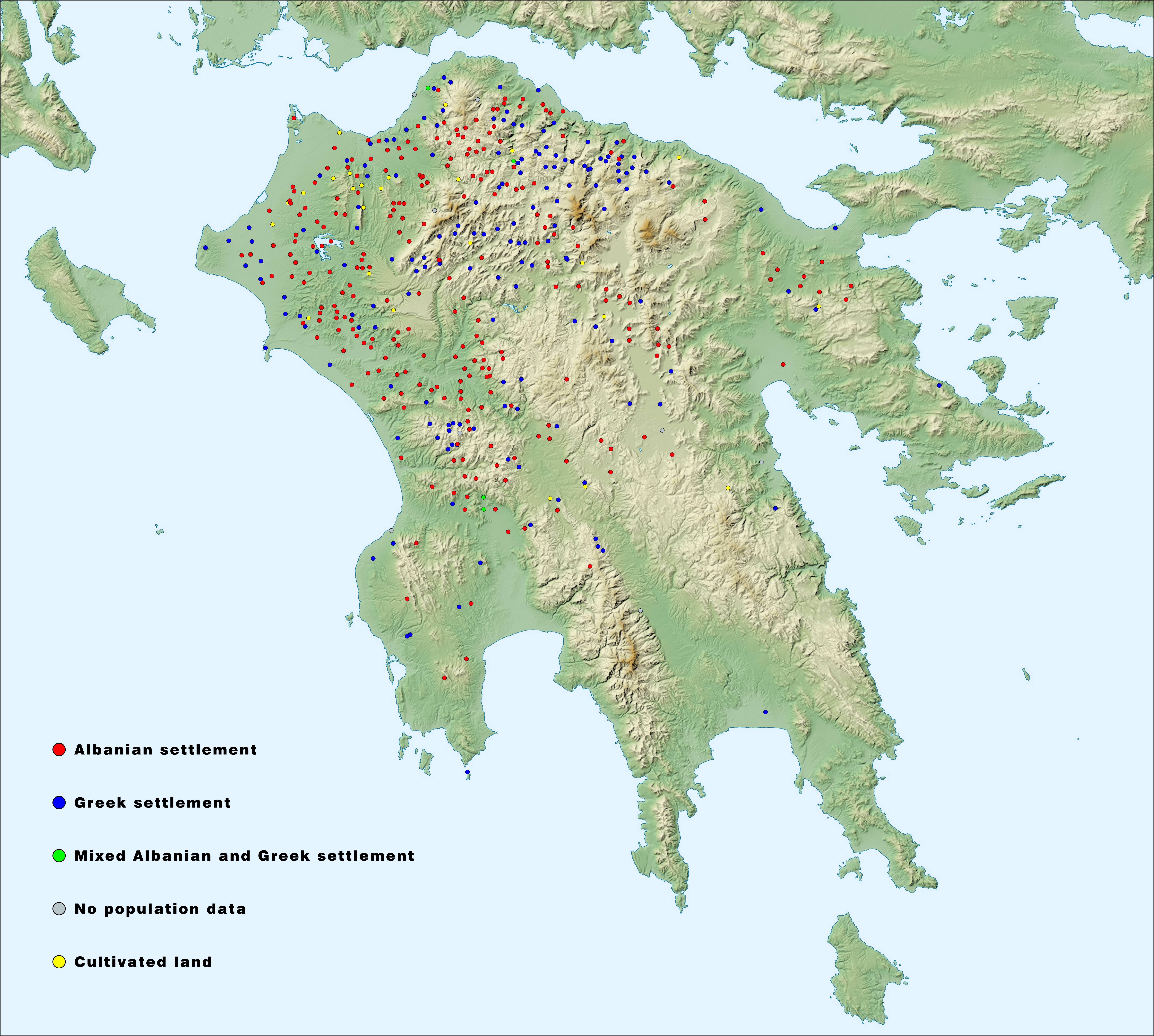
Peuplement albanais dans le Péloponnèse d’après le cadastre de taxation ottoman pour les années 1460-1463.

En Albanie, Skanderbeg, d’abord allié des Turcs avait en 1443 levé l’étendard de la révolte, rejeté l’islam et l’Empire ottoman pour devenir le défenseur de son pays et de la chrétienté dans les Balkans. Après avoir réussi à unir les princes albanais contre les Turcs au sein de la ligue de Lezha en 1444 Skanderbeg infligea de rudes défaites aux troupes turques pourtant beaucoup plus nombreuses et mieux armées que les siennes.
C’est dans ce contexte que se situe la révolte de Pjetër (Pierre) Bua dont le clan s’était installé en Morée et dont le nom apparaît pour la première fois dans les registres vénitiens en 1423.
Installés dans la péninsule depuis plus d’un siècle les Albanais étaient non seulement des paysans qui n’hésitaient pas à mettre en valeur les terres délaissées par la population locale, mais également des soldats courageux qui comptaient pour plus de la moitié des soldats dans les armées de chacun des deux despotes, Thomas et Démétrios. Ces derniers, toutefois, ne commandaient plus le respect d’une population accablée par les impôts servant à payer en priorité les tributs dus aux Turcs, et vivant dans la crainte continue d’une invasion de ceux-ci. Quelque 30 000 Albanais sous la conduite de Pjetër Bua se rebellèrent. Ils furent bientôt rejoints par les propriétaires grecs locaux sur les terres de Démétrios, lesquels firent de Manuel Cantacuzène, un petit-fils de l’ancien despote Démétrios, leur chef. En l’absence d’un leader local, les rebelles dans le territoire de Thomas choisirent comme chef un fils du dernier prince d’Achaïe, Jean Asen Zaccaria (en), lequel revendiquait l’héritage de son père, Centurione II Zaccaria. Emprisonné par Thomas avant la révolte, il réussit à s’enfuir au début de la révolte et prit la tête du mouvement,,.
Bientôt, l’armée de Jean Asen Zaccaria assiégea Thomas à Patras pendant que celle de Manuel Cantacuzène et des Albanais se retrouvait sous les murs de Mistra. En désespoir de cause, les deux frères firent appel à leur suzerain turc qui n’avait aucune envie de voir s’installer un territoire albanais indépendant au milieu de ses conquêtes. Cette fois, ce fut Omar, le fils de Turahan, qui fut envoyé avec une armée en décembre 1453. Celui-ci, après avoir remporté une première victoire contre les rebelles retourna chez lui après avoir obtenu la libération de son frère, Ahmed, fait prisonnier par les Byzantins en 1446. La rébellion n’était toutefois pas vaincue et en octobre 1454, Turahan dut lui-même revenir à la charge. Après que diverses forteresses eussent été conquises, les rebelles durent se soumettre. Turahan remit les deux frères au pouvoir, non sans leur conseiller de mettre un terme à leurs différends, après quoi il quitta la péninsule. Zaccaria s’enfuit en territoire vénitien et plus tard à la cour papale ; Manuel Cantacuzène parvint à rejoindre Raguse et mourut en Hongrie,.
Les familles grecques de la péninsule envoyèrent alors une délégation au sultan lui demandant d’être placées directement sous sa juridiction, ce que le sultan leur accorda, privant ainsi les despotes des revenus nécessaires au paiement de leur tribut,.
Quant à Pierre Bua, le chef des rebelles albanais, Mehmed lui pardonna et il devint par la suite le représentant de la population albanaise auprès du sultan, gouvernant également les territoires de Morée qui n’avaient pas été conquis par les Ottomans.